# KOVAP

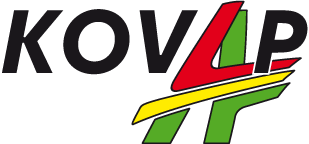
Logo von KOVAP

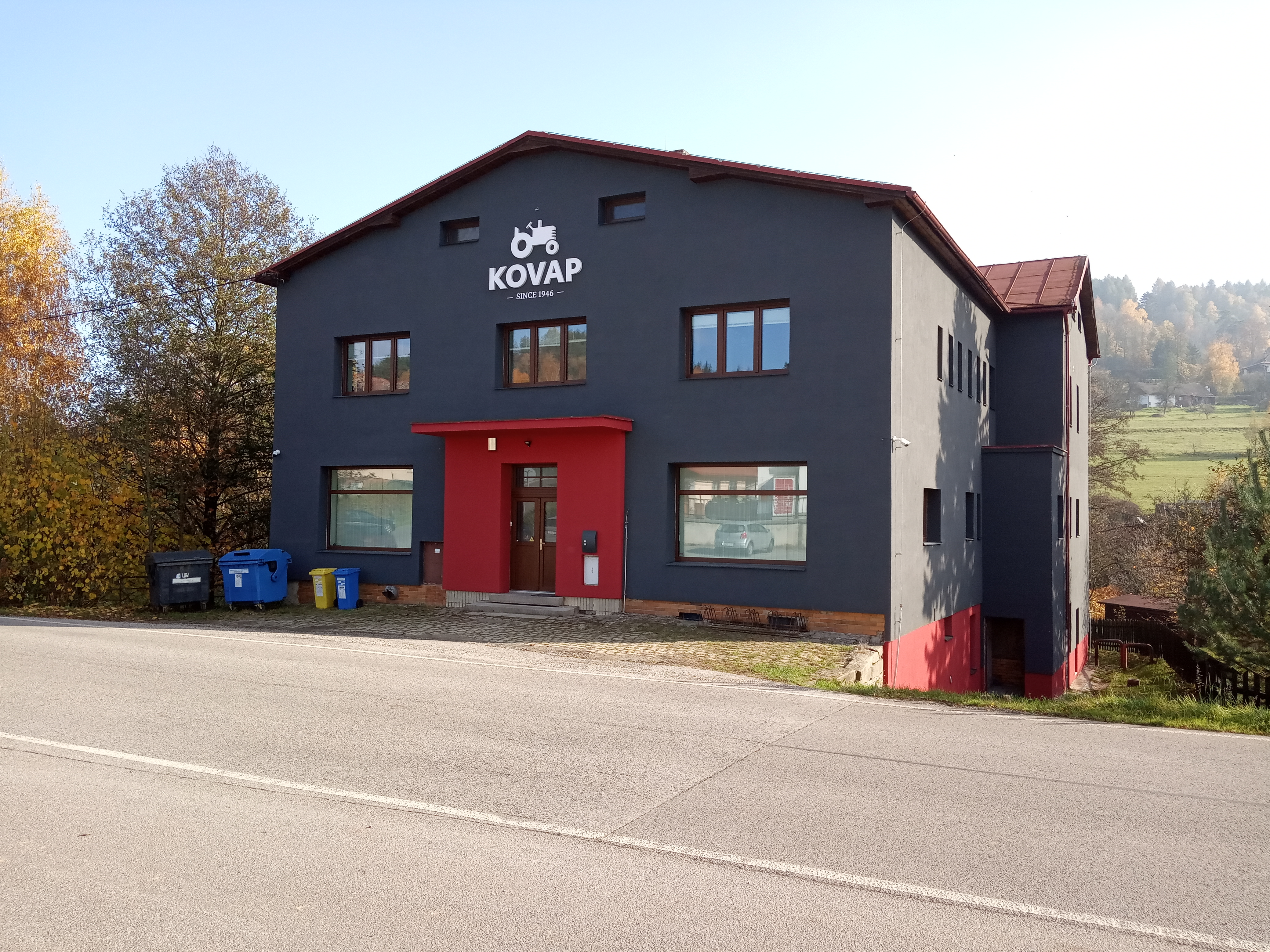
Produktionsgebäude in Chuchelna

KOVAP  ist ein tschechischer Hersteller von mechanischen Blechspielzeug. Das Unternehmen geht auf die Gründung durch die Gebrüder Sedlák in Semily zurück.

## Firmengeschichte
Die Firma KOVAP geht auf eine 1946 errichtete Blech-Druckerei, -Stanzerei  sowie einem Werkzeugbau der Gebrüder Sedlàk im tschechischen Semily zurück. Als erstes Produkt wurde von Konstrukteur Eduard Sedlàk eine Spielzeugdampfwalze, bei der die Lithografie auf das noch unverformte Blech aufgebracht war, hergestellt. Die Fabrik entwickelte sich bis 1950 erfolgreich; aufgrund der politischen Situation entschloss man sich gezwungenermaßen das Angebot der Genossenschaft SVED Liberec anzunehmen und in eine sozialistische Firmenstruktur einzutreten. 1954–1956 entwickelte Sedlàk gemeinsam mit Frantisek Zeman einen ersten Spielzeugtraktor „Zetor“. Dieses mechanische Blechspielzeug hatte eine originell konstruierte Mechanik mit drei Vorwärts-, einem Rückwärtsgang sowie Leerlauf und Handbremse und wurde ab 1956 vermarktet.

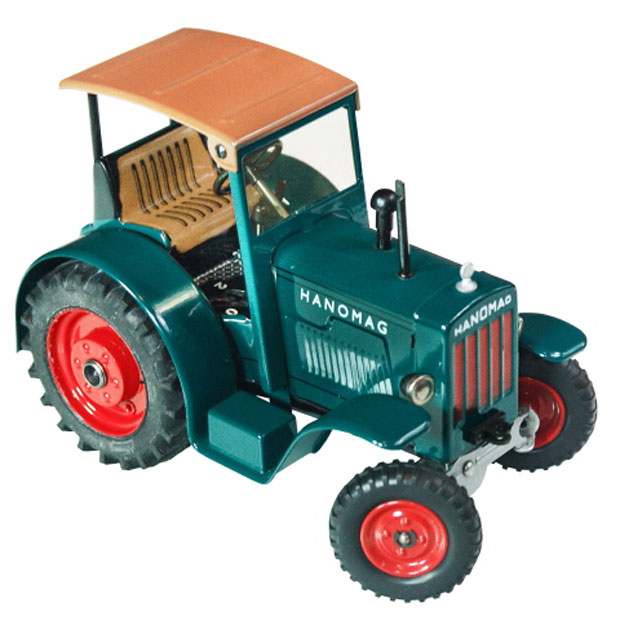
KOVAP Blechspielzeug Traktor Hanomag R 40

Aufgrund Veränderungen der Gebietsverwaltung wurde die Stadt Semily in den 1960er Jahren dem Kreis Ostböhmen zugeschlagen. Somit wurde das Semily-Werk Teil der Metallgenossenschaft Kovo Náchod, die von Staatsunternehmen mit der Herstellung von Spielzeug beauftragt war. 1960 übernahm die Metallgenossenschaft Náchod die Spielzeugherstellung des Unternehmens Chirana. Damit verlagerte sich die Produktion von Blech-Marienkäfern sowie Hubschrauber-Modellen in das Semily-Werk.
Ab 1960 begann man zusätzlich mit der Herstellung von Spielzeugen aus Kunststoff. In den 1970er Jahren stieg diese noch weiter an, Blechspielzeug wurde jedoch weiterhin erfolgreich produziert und verkauft und vor allem in westliche Länder exportiert. In dieser Zeit entschied sich das Exportunternehmen „Metallgenossenschaft Náchod“ forthin unter dem Namen KOVAP, was so viel wie Blech und Plastik bedeutet, herzustellen.

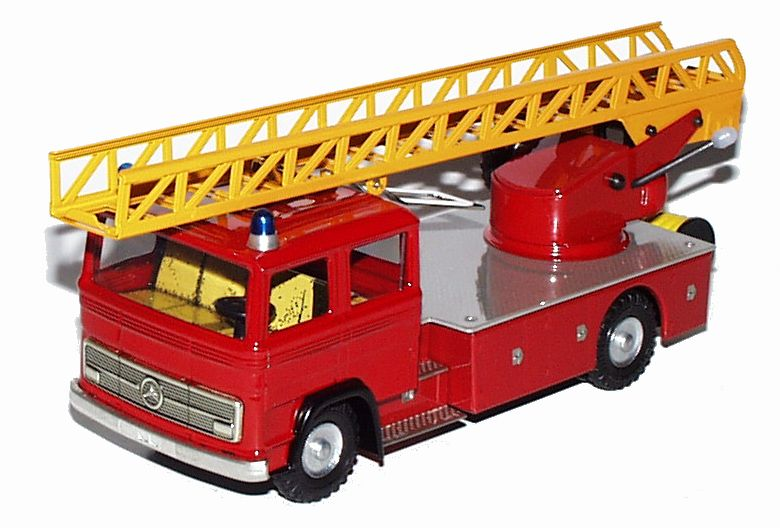
KOVAP Mercedes-Benz Feuerwehrdrehleiter – ehem. Kellermann CKO

Wie in westlichen Unternehmen wurde in den 1970er und 1980er Jahren immer mehr Kunststoffspielzeuge entworfen und hergestellt, und so versuchte man die Blechspielzeugproduktion stillzulegen. Auch das Spielzeug „Junge auf Dreirad“ sowie die „Spielzeugdampfwalze“, die ersten Produkte von Eduard Sedlák, wurden nicht weiter hergestellt. Wegen der Exporterfolge verblieben nur der „Traktor mit Getriebe“ sowie der „Marienkäfer“.
Nachdem Ende der 1980er Jahre die Metallgenossenschaft ein Angebot aus der Bundesrepublik Deutschland zum Ankauf von Werkzeugen der letzten Serie der CKO Blechspielzeuge von Georg Kellermann, Nürnberg erhielt, entschloss man sich zum Kauf und stellt seit dieser Zeit einige Blechspielzeuge dieses ehemaligen Unternehmens her.
Anfang der 1990er Jahre löste sich die Metallgenossenschaft Náchod auf und die Betriebsstätten Semily und Nový Hrádek formierten sich in eine neue Genossenschaft, die die Exportmarke KOVAP aus den 1970er Jahren übernahm. Im neu entstandenen Unternehmen hörte man allmählich mit der Plastikherstellung auf und begann mit einem Neuanfang der Blechspielzeugproduktion. In der ersten Hälfte der 1990er Jahre konnte man als Großkunden das Unternehmen Schuco für einige Zeit gewinnen.
1998 entstand eine Kooperation mit einem deutschen Geschäftsmann, die dazu führte ab sofort lizenzierte Blechspielzeuge bekannter Traktorhersteller herzustellen. Diese Geschäftsverbindung wurde zwischenzeitlich beendet, die Lizenzherstellung blieb bis heute jedoch erhalten und wird weiter ausgebaut. Zu den Traktormodellen wurden insbesondere zahlreiche landwirtschaftliche Gerätschaften wie Anhänger und weiteres Zubehör ins Sortiment aufgenommen und bis heute hergestellt.